# Недобывайло, Павел Акимович
Павел Акимович Недобывайло — советский хозяйственный и политический деятель.

## Биография
Родился в 1925 году в поселке Кушугум. Член КПСС.
Участник Великой Отечественной войны: заряжающий батареи 45-мм пушек 606-го стрелкового полка 317-й стрелковой дивизии
В 1945—1953 гг. — кадровый офицер Советской армии, инструктор отдела информации советско-германского предприятия «Висмут».
В 1961—1965 гг. — первый секретарь Октябрьского райкома КП Украины города Запорожье.
В 1965—1970 гг. — секретарь Запорожского горкома КП Украины.
В 1970—1986 гг. — председатель Запорожского областного Совета профсоюзов.
Делегат XXIV, XXV и XXVI съезда КПСС.
Умер в 2000 году в Запорожье.

## Награды
- Орден Отечественной войны I степени (1985)
- Орден Трудового Красного Знамени (25.08.1971)
- Медаль За боевые заслуги (1943, 1953)